# Schlacht bei Marathon
Lade – Marathon – Thermopylen – Artemision – Salamis – Plataiai – Mykale – Eurymedon
Die Schlacht bei Marathon (490 v. Chr.) resultierte aus dem Versuch des persischen Großkönigs Dareios I., mit einem Expeditionskorps in Athen zu intervenieren und einen Herrschaftswechsel zu bewirken. Das Perserreich trat damals erstmals militärisch im griechischen Mutterland auf, wo es seinen Einfluss ausweiten wollte.

## Hintergrund
Die Hintergründe der Schlacht von Marathon lassen sich im Hinblick auf drei große Konfliktfelder beschreiben: ein geopolitisches, ein griechisches und ein athenisches. Alle drei Felder sind in vielfacher Weise miteinander verknüpft.

### Die geopolitische Ausgangslage im östlichen Mittelmeerraum
Bis zum Ende des 6. Jahrhunderts v. Chr. hatte das Perserreich seine politische Macht bis an die kleinasiatische Küste des Mittelmeeres ausgedehnt und dabei insbesondere auch die ionischen Poleis Kleinasiens und Teile der ägäischen Inselwelt unter seine direkte Herrschaft gebracht. Um 500 v. Chr. begann allerdings der sogenannte Ionische Aufstand, der die Herrschaft Persiens über die kleinasiatischen Griechenstädte in Ionien gefährdete. Zentrum dieser Aufstandsbewegung waren Milet und andere wichtige ionische Poleis. Abgesandte dieser Städte suchten im griechischen Mutterland militärische und politische Unterstützung. Während die Abgesandten bei der peloponnesischen Vormacht Sparta keinen Erfolg hatten, sagte Athen, das gerade die Peisistratidenherrschaft abgeschüttelt hatte (vgl. unten), Unterstützung zu und schickte Truppen nach Ionien, die sich an der Zerstörung der Hauptstadt der persischen Satrapie, Sardes, maßgeblich beteiligten. Nach der Niederwerfung des Ionischen Aufstands 494 v. Chr. und der Rückkehr der athenischen Truppen begann der persische Großkönig Dareios I. mit der Bestrafung der Unterstützer. Zunächst sicherte er die Nordflanke, indem er 492 v. Chr. ein Expeditionskorps unter Führung seines Schwiegersohns Mardonios entsandte. Sein Vorrücken über Thrakien und Makedonien war zunächst erfolgreich und hatte wohl auch das Ziel, diese Gebiete in den persischen Herrschaftsraum einzubeziehen, scheiterte jedoch, als die persische Flotte in einem Unwetter am Berg Athos zerstört wurde. Unter Führung des Datis segelte außerdem das persische Korps zunächst über Samos nach Naxos und erreichte schließlich die Insel Euböa (Polis Karystos). Schließlich erreichte sie Eretria – dort wurde nach einem Bericht Platons die gesamte Bevölkerung versklavt. Nach diesem Ereignis rückte Datis gegen den zweiten Unterstützer des Aufstands vor: Athen. Laut Herodot ging das Expeditionskorps in der Bucht von Marathon an Land, laut Cornelius Nepos marschierten sie zu Fuß.

### Die griechische Welt vor der Schlacht von Marathon
Gegen Ende der archaischen Periode war der griechische Siedlungsraum von der Ausbreitung der persischen Herrschaft gekennzeichnet. Die gesamte ionische Küste unterlag der persischen Herrschaft, der Einfluss des Großreiches wurde auch in der ägäischen Inselwelt immer deutlicher (Aigina). Auf der Peloponnes war Sparta die Hegemonialmacht an der Spitze eines zu diesem Zeitpunkt noch relativ lockeren Bündnissystems (Peloponnesischer Bund). In den Jahren um die Marathon-Schlacht war diese durch einen erheblichen innenpolitischen Konflikt gelähmt: die Absetzung und der Tod des spartanischen Königs Kleomenes I. In Mittelgriechenland etablierte sich die neue politische Ordnung Athens (siehe unten). Versuche auswärtiger Mächte (Sparta, Chalkis, Theben), den Aufstieg Athens zu verhindern, waren Ende des 6. Jahrhunderts v. Chr. gescheitert. Athen selbst blieb innerhalb der griechischen Staatenwelt isoliert und ohne Bündnispartner. Das Verhältnis zur peloponnesischen Vormacht Sparta war seit der gescheiterten spartanischen Intervention als gespannt zu beschreiben.

### Athen vor der Schlacht von Marathon
Seit dem Sturz der peisistratidischen Tyrannis und der Vertreibung des Hippias herrschten in Athen zunächst instabile Verhältnisse. Aus dem Kampf rivalisierender Adelsfraktionen (Hetairien) ging schließlich der Alkmaionide Kleisthenes von Athen als Sieger hervor, indem er in Athen eine umfassende innenpolitische Reform durchführte. Das neue System der Isonomie entwickelte sich im 5. Jahrhundert v. Chr. zur Demokratie weiter. Diese neue Ordnung setzte sich in den Jahren bis 508 v. Chr. gegen eine Reihe auswärtiger militärischer Interventionen durch und konnte sich behaupten. Gleichzeitig hatte sich Hippias in den persischen Machtbereich zurückgezogen und hoffte auf die Möglichkeit einer Restauration der Tyrannis. Im Zuge der persischen Strafexpedition nahm Datis Hippias an Bord. Das Ziel der persischen Expedition scheint insofern auch eine Beseitigung der für die Beteiligung am Ionischen Aufstand verantwortlichen innenpolitischen Ordnung der Isonomia zu sein. Die persische Streitmacht landete wohl auch deswegen gerade in der Bucht von Marathon, weil man sich dort Zuzug erhoffte – von alten Anhängern der peisistratidischen Tyrannis, die traditionell in dieser Region Attikas ihre stärkste Basis hatte.

### Herodot
Die einzige zusammenhängende Darstellung der Schlacht von Marathon stammt vom griechischen Historiker Herodot (VI 94-117), der etwa sechzig Jahre nach den Ereignissen schrieb – zu einem Zeitpunkt, als die Schlacht von Marathon bereits vielfältigen Umdeutungen und Neubewertungen ausgesetzt war. Besonders Athen pflegte die Erinnerung an den „ersten Perserkrieg“, den die Athener „alleine“ – hierbei werden die Plataier gerne vergessen – gewonnen hätten. Da Herodot sich sicher zu großen Teilen auf athenische Quellen verlassen hat, wirft sein Bericht eine Vielzahl von Problemen auf, die eine Rekonstruktion des Schlachtverlaufs außerordentlich schwierig machen. Die wichtigsten sind: Was war während der Schlacht mit der Reiterei? Wie konnten sich die Perser so schnell wieder einschiffen? Wieso machten die Athener so wenig Beute (nur 7 Schiffe)? Dazu kommt, dass Herodot an manchen Stellen seines Berichtes eindeutig Falsches wiedergibt. Das bekannteste Beispiel ist der 8-Stadien-Lauf (ca. 1,5 km), den die athenischen und Plataier Hopliten in schnellem Lauf zurückgelegt haben sollen. Aus heutiger Sicht ist dies vollkommen unrealistisch und muss als Teil der spezifisch athenischen Erinnerung gelten, die Herodot unreflektiert übernommen hat.

### Andere Notizen zum Schlachtverlauf
Neben der Hauptquelle Herodot gibt es eine Reihe kleinerer Nachrichten an verstreuten Stellen der griechischen Literatur, die zum Teil in offenem Widerspruch zu ihm stehen.
In seinem Lebensbericht des Miltiades geht Cornelius Nepos auch auf die Schlacht von Marathon ein. Die moderne Forschung geht davon aus, dass er eine Schlachtbeschreibung des Ephoros von Kyme vorliegen hatte, sodass Nepos, obwohl er im 1. Jahrhundert vor Christus lebte, einen recht objektiven Bericht liefert. Vor allem deutsche Althistoriker der letzten zwei Jahrhunderte haben sich besonders auf den Neposbericht gestützt, obwohl er in vielen Punkten Herodot widerspricht. So greifen laut Nepos die Perser an, während die Athener in einer optimal defensiven Stellung verharren, sodass auch die persische Reiterei nicht zum Einsatz kommen kann bzw. stark behindert wird.
In dem byzantinischen Lexikon Suda aus dem 10. Jahrhundert n. Chr. findet sich auch eine Glosse zur Marathonschlacht. Im Gegensatz zu Nepos allerdings widerspricht sie Herodot weniger, als dass sie die von Herodots Bericht aufgeworfenen Fragen klärt. Hier wird davon gesprochen, dass die Pferde weg seien („chorìs hippeîs“, was viele Historiker so verstehen, dass diese wieder eingeschifft wurden), woraufhin die Ionier aus der persischen Flotte in die Bäume gestiegen seien und Miltiades ein Zeichen gegeben hätten, dass die Pferde und Datis weg seien, woraufhin dieser die Schlacht begonnen habe. Obwohl diese Quelle ca. 1300 Jahre später als die Schlacht ist, verdient sie doch Aufmerksamkeit, da von Byzanz eine ununterbrochene Traditionslinie zur athenischen Erinnerung führt.

### Archäologische Quellen
In der zweiten Hälfte des 20. Jahrhunderts halfen auch Ausgrabungen, das Schlachtfeld näher zu lokalisieren – der genaue Schlachtort in Attika ist jedoch in der althistorischen Forschung nach wie vor strittig, da bestimmte Landmarken wie zum Beispiel das Temenos des Herakles, das im Bericht Herodots eine wichtige Rolle spielt, archäologisch nicht eindeutig lokalisiert sind.
Im Grabtumulus der gefallenen Athener Krieger wurden einige Vasen gefunden, die offenbar allesamt aus der Hand desselben Künstlers, des sogenannten Marathon-Malers, stammten.

## Verlauf

### Vorbereitung der Schlacht
Nach Herodot wählten die Perser für ihre Landung die Ebene von Marathon, wie ihnen Hippias vorschlug, der einst Herrscher in Athen und zwanzig Jahre zuvor vertrieben worden war. Der Ort schien günstig, da er etwa 25 Meilen von Athen entfernt war, sodass die Athener, sollten sie die Landung bemerken, erst mit dem Heer eintreffen konnten, wenn die Perser bereits vollständig gelandet waren. Zudem war die Ebene für die stärkste Waffe der Perser, die Reiterei, gut geeignet.
Herodot berichtet, dass nach der Nachricht von der persischen Landung an der Bucht von Marathon zunächst ein athenischer Bote mit Namen Pheidippides nach Sparta mit der Bitte um militärische Unterstützung gesandt worden sei. Angeblich sollen die Spartaner zu spät ausgerückt sein, weil sie erst den Vollmond abwarten wollten, und erst drei Tage nach der Schlacht mit 2000 Hopliten angekommen sein. Die Legende stammt aus athenischer Produktion, entstanden wohl Mitte des 5. Jahrhunderts v. Chr., und diente dazu, Sparta als Hegemonialmacht in Griechenland zu diskreditieren. Insgesamt drei völlig verschiedene Versionen der Legende bei Herodot, Platon und Isokrates zeigen, dass Einigkeit weder über den Grund der Verspätung noch über ihre Dauer bestand. Unterstützung erhielt Athen nur von der Polis Plataiai im athenisch-boiotischen Grenzgebiet, wobei in der Forschung umstritten ist, ob Plataiai damals vielleicht sogar in den athenischen Staatsverband eingebunden war. 1000 Hopliten aus Plataiai unterstützten jedenfalls das athenische Kontingent, das 9000 Hopliten stark gewesen sein soll.
Der Auszug aus der Stadt wird bei Nepos einem Volksbeschluss zugeschrieben, der auf Antrag des Miltiades zustande gekommen sein soll, der aber vermutlich erst später konstruiert wurde. Das athenische Heer zog in die Ebene von Marathon und bezog Quartier bei einem Heiligtum des Herakles, das für die lokale Identität der Einwohner dieser Gegend wohl eine wichtige Rolle spielte und auch die Unterstützung des Heros in der Schlacht sichern sollte. Daneben bot das Heiligtum sich als Defensivstellung an, aus der die persische Landung in der Bucht zu beobachten war. Die Heere sollen sich dem Bericht Herodots nach mehrere Tage abwartend gegenübergelegen haben, spätere Quellen berichten allerdings von einem athenischen Sturmangriff. Bei Herodot soll die Entscheidung für die Schlacht in einem Kriegsrat der Strategen gefallen sein, indem der Stratege Miltiades den zaudernden Oberbefehlshaber (Archon Polemarchos) Kallimachos davon überzeugt haben soll, mit seiner Stimme den Ausschlag für einen Angriff zu geben. Diese Erzähltradition scheint Mitte des 5. Jahrhunderts v. Chr. entstanden zu sein, als Miltiades’ Sohn Kimon in Athen die führende Stellung innehatte und den Anteil seines Vaters am Marathon-Sieg herausstellte und Kallimachos’ Rolle minderte (vgl. Nachleben). Die Gründe, warum Athen die gesicherte Defensivstellung aufgegeben und angegriffen haben soll, gehören zu den größten Rätseln der Schlacht. Vermutet wird, dass die persischen Truppen möglicherweise bereits abzogen, um an anderer Stelle den Angriff auf Athen zu wagen. Dagegen berichten spätere Quellen (Cornelius Nepos), die vermutlich auf den griechischen Historiker Ephoros von Kyme zurückgehen, dass vielmehr die Perser die Schlacht eröffnet haben. In diesem Fall hätte die athenische Tradition hinterher den eigenen Sieg noch dadurch aufgewertet, dass der Angriff von den eigenen Truppen vorgetragen worden wäre.

### Datum der Schlacht
Der genaue Schlachttermin ist unsicher. Die traditionelle Rekonstruktion geht vom 12. September 490 v. Chr. aus, kann sich dabei aber ausschließlich auf Berechnungen der Vollmondphasen dieses Jahres stützen. Aus dem herodoteischen Bericht, dass die Spartaner den Vollmond abwarten wollten und drei Tage danach in Attika eingetroffen sein sollen, wird der Schlachttermin rekonstruiert. Diese Episode wird von anderen Quellen (siehe oben) stark abweichend geschildert und ist vermutlich unhistorisch. Insofern entfällt der Vollmond als Anhaltspunkt für die Datierung. Die Athener feierten am 6. Boëdromion später ihr Marathon-Fest, in der Antike galt dieser Tag auch als Jahrestag der Schlacht, stellt aber in Wirklichkeit wohl nur den Termin des Auszugs des Heeres aus der Stadt in die Ebene von Marathon dar. Insofern wird sich ein genauer Schlachttermin nicht rekonstruieren lassen, die Schlacht müsste – nach heutiger Zeitrechnung – Ende August bis Mitte September 490 v. Chr. stattgefunden haben.
Ein Team um Donald Olson von der Texas State University machte 2004 einen neuen Versuch, das Datum mit Hilfe der Mondphasen zu bestimmen. Attischer und spartanischer Kalender seien zwar beide auf Mondphasen aufgebaut gewesen, doch startete Spartas Kalender später, genauer gesagt zum ersten Vollmond nach der herbstlichen Tagundnachtgleiche. Im Jahre 491/490 v. Chr. gab es nun zwischen dieser und der Sommersonnenwende zehn Vollmonde statt der üblichen neun, weswegen der spartanische Kalender um einen Monat dem athenischen vorausgegangen sei und die Schlacht schon im August 490 v. Chr. stattgefunden habe.

### Das Schlachtgeschehen
Die Stärke des athenischen Heeres lag in der Hoplitenphalanx begründet (Infanterie), dagegen lagen die persischen Stärken vor allem im Bereich der Leichtbewaffneten (Bogenschützen) und der Reiterei. Erstaunlicherweise soll nach dem Bericht Herodots die Reiterei nicht zum Einsatz gekommen sein, wohingegen Cornelius Nepos deren Eingreifen in die Schlacht darstellt. Dass die Reiterei bei dieser Schlacht anscheinend keine nennenswerte Rolle spielte, wird meistens dadurch erklärt, dass entweder die Kavallerie durch das Gelände behindert wurde, da das Gelände für die Reiterei ungünstig war (so stellt es Nepos dar), oder dass die Pferde bereits auf den Schiffen waren, als die Perser beim Verladen angegriffen wurden (so steht es in der Suda-Notiz). Das Verladen der Pferde war einerseits aufwändiger, musste andererseits aber auch durch eigene Truppen gesichert werden und wurde deshalb immer zuerst durchgeführt. Sollten daher die Griechen die Perser tatsächlich beim Abzug angegriffen haben, hätte die persische Reiterei nicht eingreifen können.
Wahrscheinlicher ist jedoch, dass Miltiades das Gelände geschickt ausnutzte und sein Heer am Ausgang eines Seitentals aufstellte, des heutigen Vranatals, wo es durch die Berge und zusätzliche Verhacke in den Flanken geschützt war. Er verstärkte die Flügel seiner Phalanx (nach dem Bericht Herodots sollen die athenischen Flügel deutlich stärker gewesen sein als das Mitteltreffen) und ließ wahrscheinlich einige Schützen und Speerwerfer auf den Hügeln rechts und links Stellung beziehen.
Den Persern blieb keine Wahl. Sie mussten den Kampf mit den Griechen auf dem von diesen gewählten Terrain annehmen. Zwar hätten sie am Vranatal vorbei auf direktem Wege nach Athen ziehen können, wären dann aber Angriffen auf ihre Flanke von Seiten der Griechen ausgesetzt gewesen. Also griffen sie an. Wären sie, wie oft vermutet, den Griechen zahlenmäßig weit überlegen gewesen, hätte ein Teil der persischen Armee vor den Griechen Stellung beziehen und ein anderer Teil die Griechen umgehen und ihnen in den Rücken fallen können.
Die Griechen ließen die Perser auf ca. 100 bis 150 Schritt herankommen, um nicht ihre Deckung zu verlieren, und gingen erst dann zum Angriff über. Das Zentrum der griechischen Phalanx, das auf Grund der tiefer ausgestellten Flanken schwächer war als gewöhnlich, hielt dem Pfeilhagel der Perser nicht stand und musste weichen. Die griechischen Flügel konnten nun aber das persische Zentrum angreifen.
Die persischen Bogenschützen waren diesem massiven Sturmlauf der anrückenden Phalanx nicht gewachsen – dass die griechischen Hopliten wirklich im Laufschritt angriffen, ist allerdings aufgrund der Bewaffnung und der Notwendigkeit, die Formation zu halten, unwahrscheinlich. Athenische Einheiten sollen nachgesetzt und sieben persische Schiffe erbeutet haben. Dabei soll der Archon polemarchos Kallimachos als athenischer Oberkommandierender, wie auch Kynaigeiros, Bruder des Tragödiendichters Aischylos, ums Leben gekommen sein. Über das Schicksal seines persischen Kontrahenten Datis gibt es widersprüchliche Angaben. Späteren Quellen zufolge soll er ebenfalls gefallen sein, was aber unwahrscheinlich ist.
Halbwegs sicher bezeugt ist, dass die Zahl der gefallenen athenischen Vollbürger bei 192 lag. In späterer Zeit verzeichnete eine große Gefallenenliste am Schlachtort die Namen der Toten. Unklar ist, wie viele Sklaven und Plataier auf athenischer Seite außerdem fielen. Die Zahl der persischen Toten wird von Herodot mit 6400 angegeben – weil dies aber in einem exakten Verhältnis von 100:3 zu den athenischen Zahlen steht, verdient diese Zahl wenig Vertrauen. Angaben über die persische Truppenstärke lassen sich aus diesen zweifellos übertriebenen Zahlen nicht gewinnen.

### Nach der Schlacht
Nach der Schlacht soll das athenische Heer in einem Eilmarsch nach Athen zurückgekehrt sein, um die Stadt gegen einen vermuteten weiteren persischen Angriff zu sichern. Daraus wird klar, dass die Schlacht selbst nur ein erstes Treffen gewesen sein kann und das persische Expeditionskorps nach wie vor angriffsfähig war. Nach der Ankunft des Hoplitenheeres soll es aber zu keinem weiteren Angriff gekommen sein.
Der Bericht über einen athenischen Läufer, der den Sieg sterbend in Athen verkündet haben soll, ist eine Erfindung aus dem 4. Jahrhundert v. Chr. Die Legende vom Marathon-Läufer ist bei Herodot – der wichtigsten Quelle – nicht belegt. Erst in römisch-kaiserzeitlichen Quellen wird davon berichtet, die Legende geht aber wohl auf Herakleides Pontikos zurück. Die Namen des Läufers schwanken in der Überlieferung, sind aber alle sprechend wie etwa Eukles – „der Berühmte“ oder auf andere Weise erfunden (Pheidippides – nach dem Läufer, der bei Herodot nach Sparta läuft; Thersippos – nach einem athenischen König). Dieselbe Legende wird als Entstehungslegende für wichtige Waffenläufe in fast allen Teilen der griechischen Welt erzählt, sodass die Vermutung naheliegt, dass auch die Erzählung vom Marathonläufer aufkam, um einen Waffenlauf als Wettbewerb historisch zu begründen. Wahrscheinlich handelte es sich dabei um einen Lauf der athenischen Wehrpflichtigen (Epheben), der von Athen nach Agrai führte und in späterer Zeit eng mit der Marathon-Erinnerung verbunden war.

## Mythisierung der Schlacht
Bis in die Gegenwart hinein wird der Schlacht bei Marathon immer wieder eine immense Rolle zugeschrieben, die ihr in dieser Form vermutlich niemals zukam. Grundmotive dieser Darstellung sind ein behaupteter kultureller und politischer Gegensatz zwischen Persien und Athen sowie die Darstellung der Perserkriege im Allgemeinen und der Schlacht bei Marathon im Speziellen als „Ursprungsmythos Europas“.
Der Ursprung dieser legendarischen Aufwertung der Schlacht liegt in Athens Bemühungen, die Landung der Perser bei Marathon als eine Invasion mit demselben Ziel wie dem des späteren Xerxes-Zuges darzustellen, der zehn Jahre danach tatsächlich das Ziel hatte, ganz Griechenland unter persische Herrschaft zu bringen (→ Perserkriege). Diese Interpretation ist schon aufgrund des geringen Umfangs der persischen Truppen ausgeschlossen – es handelte sich um eine begrenzte militärische Strafoperation mit klar definiertem Ziel. Die athenischen Absichten, Marathon zur ersten großen Perserschlacht auszugestalten, waren vor allem der Rivalität mit Sparta geschuldet. Da die Führungsrolle Spartas während des Xerxes-Zugs nicht ernsthaft zu bestreiten war, konnte unter Verweis auf Marathon behauptet werden, dass Athen bereits zehn Jahre zuvor Griechenland völlig auf sich allein gestellt und ohne jede Hilfe (was ebenfalls angesichts der militärischen Unterstützung aus Plataiai nicht der Realität entspricht) selbstlos vor der persischen Gefahr gerettet habe.
Athen schmückte die Schlacht mit zahllosen Legenden und Mythen aus und gestaltete Marathon zu einem Schlüsselereignis der eigenen Geschichte. Marathon spielte eine große Rolle für das staatspolitische Selbstverständnis in der Attischen Demokratie, aber auch für die historische Legitimation der eigenen hegemonialen Bestrebungen in Griechenland (Attischer Seebund). Außerhalb Athens warf man der Polis dagegen vor, die Schlacht weit über Gebühr aufzuwerten, um damit eigene Herrschaftsansprüche zu begründen. So stellte der Historiker Theopompos im 4. Jahrhundert v. Chr. fest, dass die Athener viele falsche Behauptungen über die Schlacht aufstellten. In Wirklichkeit, so Theopomp, habe es sich nur um „ein unbedeutendes kurzes Gefecht am Strand“ gehandelt.
Noch bis in die Gegenwart hinein wird populärwissenschaftlich der Mythos des großen Sieges der Demokratie bei Marathon aufrechterhalten. So beschreibt Geo Epoche diese Schlacht beispielsweise als „Sieg der Freiheit des Einzelnen über ein fast namenloses Kollektiv“.

## Historische Bedeutung
Mit der Niederlage von Marathon war der persische Versuch, Hippias in Athen wieder einzusetzen und die Stadt für ihre Unterstützung des Ionischen Aufstands zu bestrafen, gescheitert. Für das Perserreich stellte sie sich als ein verunglücktes Gefecht am Rand seiner Einflusssphäre dar (der britische Dichter Robert Graves dichtete in den Collected Poems, The Persian Version von 1959: Truthloving Persians do not dwell upon / the trivial skirmish fought near Marathon – „Wahrheitsliebende Perser sind durchaus unbekümmert / über das kleine Gefecht, das man bei Marathon geliefert“). So bezeichnet der Historiker Alfred Heuß die Niederlage aus persischer Sicht als „Schlappe, die das Kräfteverhältnis der beiden Parteien nicht im Geringsten verschob“.
Es gibt aber in der aktuellen Forschung auch die Ansicht, dass der Sieg Athens bei Marathon durchaus Präzedenzcharakter hatte. Die Argumentation zielt in die Richtung, dass das Persische Reich mit Widerstand gegen eigene Eroberungen bis dahin kaum umzugehen wusste. Die griechische Opposition gegen die wiederholten Feldzüge und das Scheitern der ‚Strafexpedition‘ führten ohne großes Zutun der griechischen Propaganda zu einer Aufwertung der Niederlage aus persischer Sicht. Der zweite Angriff auf Athen durch Xerxes könnte diese Sichtweise stützen, da er auf eine längerfristige Konfrontation zwischen den beiden Mächten hindeutet.
Festzuhalten ist eine ideengeschichtliche Prägung der Athener durch diese Schlacht. Sie ermöglichte eine Stärkung des athenischen Selbstvertrauens und fungierte eventuell als Katalysator für eine Weiterentwicklung der Demokratie: Während vordem für eine Wahlbeteiligung noch die Mittel für eine Hoplitenrüstung Voraussetzung waren, wurden später auch einfache Ruderer aufgrund ihrer steigenden Bedeutung für die aufstrebende Seemacht Athen an politischen Prozessen beteiligt. Die Bedeutung des Siegs bei Marathon für diese Entwicklung bleibt jedoch fraglich.

## Kontrafaktische Geschichte
Die Kontroverse um die Bedeutung Marathons lebte nach Beginn des 19. Jahrhunderts wieder auf. Infolge der zunehmenden Faszination für die Antike und der europaweiten Begeisterung für den griechischen Aufstand gegen die osmanische Herrschaft 1821–1829 entstand erneutes Interesse an dem athenischen Sieg, das sich mit zunehmendem europäischen Machtbewusstsein und Selbstverständnis als Höhepunkt zivilisatorischer Entwicklung verband. Die Aufnahme als Nummer eins unter Die Fünfzehn entscheidenden Schlachten der Weltgeschichte von Edward Shepherd Creasy (1851) kanonisierte gewissermaßen die athenische Deutung der Schlacht in dem erweiterten Sinne, dass es bei einem persischen Sieg auch keine attische Demokratie, keine griechische Klassik und keine hellenistische Weltkultur, dann kein Rom als Vermittler griechischen Geistes an die westlichen und nördlichen Völker gegeben hätte und schließlich auch keine Renaissance, keinen Humanismus und keine Moderne; die europäische Staatenwelt wäre ein bloßes Anhängsel des siegreichen „asiatischen Despotismus“ geworden. Eine kritische Bewertung dieses so gedeuteten Marathon würde von einem orientalistischen Konstrukt sprechen.
Diese weltgeschichtliche Vision hat weitere Annahmen kontrafaktischer Geschichtsschreibung provoziert, wobei die unmittelbaren Folgen eines Sieges der Perser weitgehend unbestritten sind: In Athen hätte Hippias die Herrschaft der Peisistratiden erneuert und Griechenland wäre wohl bis an den Rand der Peloponnes eine persische Satrapie geworden. Neben die bereits dargestellte mögliche Weiterentwicklung werden zwei andere gestellt: Die wahrscheinlichste Alternative ist die unspektakulärste; das noch unabhängige und militärisch äußerst starke Sparta hätte wenige Jahrzehnte nach Marathon einen allgemeinen griechischen Aufstand angezettelt, der wegen der Randlage Griechenlands und der Überdehnung Persiens erfolgreich gewesen wäre, sodass die Geschichte im Wesentlichen nicht viel anders verlaufen wäre. Interessanter ist die Annahme, dass die persische Herrschaft die griechische Demokratie als Staatskonstrukt eigener Art unberührt gelassen hätte, wie es auch in Ionien möglich war; als weitere Folge wären die griechischen Bürgerkriege ausgeblieben und es wäre wie im Hellenismus – aber viel früher – zu einem west-östlichen Synkretismus gekommen. Auf die weitere staatliche Entwicklung Europas hätte allerdings ein dauerndes Ausgreifen Persiens bis nach Griechenland keinen Einfluss gehabt, da die letztlich entscheidende Macht im Mittelmeerraum, die Römische Republik, ihre Staatsform aus eigenen Traditionen und Bedürfnissen heraus entwickelte.
Zu den wichtigsten Kritikpunkten an diesen Überlegungen ist zu rechnen, dass die Vorstellung von einem Gegensatz zwischen einer „griechischen Freiheit“ und einer „persischen Despotie“ heute als überholt gelten kann: Viele wesentliche Leistungen der frühen griechischen Kultur wurden nicht im „freien“ Mutterland, sondern in den ionischen Griechenstädten unter persischer Herrschaft (etwa Milet) errungen. Wäre Griechenland 490 oder 480 unter persische Herrschaft geraten, so hätte dies nicht notwendig bedeutet, dass die klassische griechische Kultur nicht entstanden wäre – allerdings wäre gerade Athen, das nur aufgrund der Siege im Perserkrieg zu einer der führenden Poleis und zum Haupt des Ersten Seebundes aufsteigen konnte, im Fall einer Niederlage wohl kein derart bedeutendes kulturelles Zentrum geworden.